# Rongotai
Cet article porte sur la banlieue de Wellington nommée Rongotai. 
Pour l’article à propos du secteur électoral du Parlement de la Nouvelle-Zélande du même nom, voir  électorat de Rongotai (en).
Rongotai est une banlieue de la capitale Wellington, située dans le sud de l’Île du Nord de la Nouvelle-Zélande.

## Situation
Elle est localisée au sud-est du centre-ville de Wellington, qui est la capitale de la Nouvelle-Zélande.
Elle est située sur l’isthme de Rongotai qui s’étend entre la péninsule de Miramar (en) et les banlieues de Kilbirnie et Lyall Bay. 
Elle est connue essentiellement pour être le siège de l’Aéroport international de Wellington. 
Elle est grossièrement au centre du électorat de Rongotai (en), qui est beaucoup plus étendu que la banlieue elle-même.

## Histoire
Jusqu’au XVe siècle environ, l’isthme de Rongotai était probablement un chenal peu profond connu sous le nom de Te Awa a Tia. 
La seule partie de l’isthme actuel située au-dessus de l’eau était la petite colline, qui supporte désormais la tour de contrôle de l’aéroport. 
La Péninsule de Miramar était alors une île connue sous le nom de Te Motu Kairangi, située à l’entrée du  port de Wellington (en). 
L’histoire orale du peuple Maori, décrit un tremblement de terre massif connu comme Haowhenua (land swallower ou land destroyer), qui rehaussa le lit marin, si bien qu’il devint possible de passer à gué au travers de la passe de Miramar. 
Des études des sédiments suggèrent qu’il fut un temps, où le niveau de la mer était plus bas. 
À la suite du séisme, le fond de la mer semble avoir glissé en remontant, créant un banc de sable, qui relie ainsi l’île de Miramar à la terre principale, au moins à marée basse.
Quand James Cook entra dans le port de Wellington en 1773, il trouva l’ancien chenal infranchissable par les bateaux .

## Géographie
En 1855, un autre tremblement de terre localisé plus loin souleva l’isthme, si bien qu’il se forma une bande de terre sèche en permanence. 
La moitié sud resta formée essentiellement de dunes de sable, mais des maisons furent construites sur la partie nord, ainsi qu’une centrale thermique au charbon ainsi que le collège de Rangotai (en). 
En 1939-1940, Rongotai devint le site de l'exposition du centenaire de la Nouvelle-Zélande (en) de 1940, qui attira plus de 2,5 millions de personnes . 
La centrale thermique au charbon fut ensuite fermée et le site est maintenant occupé par une station de pompiers.

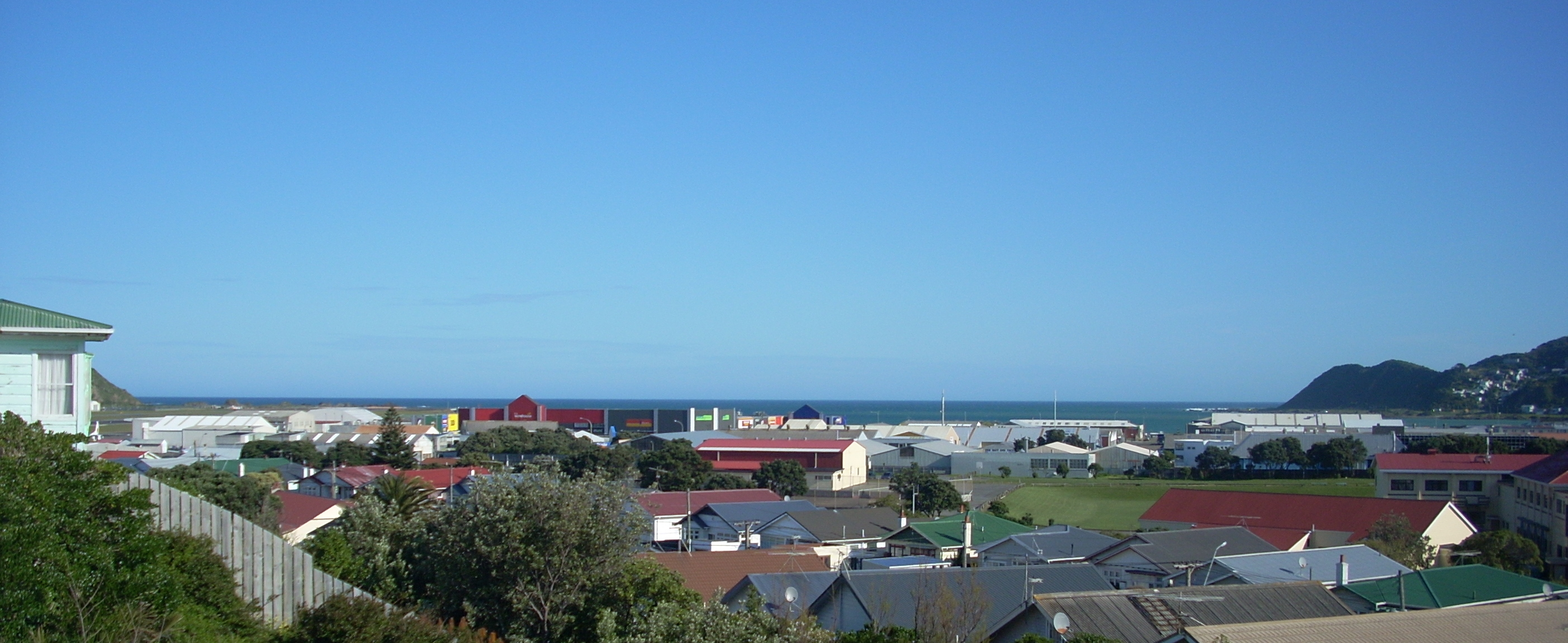
L’extrémité sud de Rongotai, montrant (de gauche à droite) une partie la piste de l’aéroport, le centre commercial et une partie du collège de Rongotai.

Depuis le début du XXe siècle, les dunes ont été utilisées par la piste pour les avions légers. Lors de la deuxième guerre mondiale, un terrain d’aviation plus permanent a été construit et était utilisé par la Royal New Zealand Air Force, qui prit aussi une partie des bâtiments du centenaire après la fermeture de l’exposition.
Le 24 octobre 1959, l’Aéroport international de Wellington, fut ouvert, la piste et les bâtiments associées prenant l’ensemble de la moitié est de la banlieue. 
Le processus de construction de l’aéroport, couvre ainsi 135 acres (0,5463256167 km2) de terres mises en valeur et 180 maisons furent déplacées. 
Une industrie légère et le collège de Rongotai occupent la plus grande partie du quartier sud-est de la banlieue, le quarter nord-ouest continue d’être résidentiel, à côté du collège et de quelques magasins locaux.
Au début des années 2000, la zone industrielle de Rongotai fut modifiée quand un ancien entrepôt fut réhabilité en centre commercial basé sur un magasin discount The Warehouse. Le trafic automobile dans la zone a ensuite augmenté de façon considérable.